# Мишне, Исай Абрамович
Исай Абрамович Мишне (при рождении И́цхок Авру́мович Ми́шне; 1896, Кишинёв, Бессарабская губерния — 20 сентября 1918, Закаспийская пустыня) — член Бакинской коммуны, беспартийный делопроизводитель Бакинского совета, один из 26 бакинских комиссаров.

## Биография
Родился в 1896 году в Кишинёве, был старшим ребёнком в семье. Семья переехала в Баку из Кишинёва не ранее 1906 года. Учился в коммерческом училище. С 1916 года вёл пропагандистскую работу среди рабочих.
Был беспартийным, и, как пишет А. И. Микоян, в числе растрелянных двадцати шести бакинских комиссаров оказался случайно.
Расстрелян 20 сентября 1918 года в числе 26 бакинских комиссаров на 207-й версте между станциями Ахча-Куйма и Перевал (ныне — на территории Балканского велаята, Туркменистан).
Роль И. А. Мишне в фильме «Двадцать шесть бакинских комиссаров») (1965) сыграл актёр Виктор Мурганов.

## Семья
Родители Хая Мовшевна (в девичестве Вайнберг, уроженка Кишинёва, 1872—1952) и Аврум Герш-Вольфович Мишне (?—1923), млиновский мещанин, заключили брак в Кишинёве в 1894 году. В семье было 6 детей. Один из братьев Давид Абрамович Мишне (1902, Кишинёв — 1982, Москва) уехал в Америку, но вернулся по настоянию матери в 1940 году, сотрудник Внешторга, был в 1947 году осуждён за измену родине; переводчик («Аэропорт» Артура Хейли с английского, «Учебник анатомии и физиологии человека»  В. Г. Татаринова на английский), член Союза писателей и Союза журналистов СССР. Сестра — Вера (Двойра, Дебора) Аврумовна Мишне (1913—2003), инженер-металлург — также осуждена за измену Родине за попытки помочь брату; в 1952 году был осуждён и брат — Борис Абрамович Мишне (1901—1982), инженер-нефтяник, автор монографии «Производство газовой сажи» (1945). Сестра Софья Абрамовна (Сура Аврумовна) Мишне (1899—1944) была замужем за скульптором В. И. Ингалом. Сестра Гинда Аврумовна (Ида Абрамовна) Мишне (1906—1965), участница Великой Отечественной войны, майор медслужбы.
Племянник дирижёра театра на идише С. М. Вайнберга, двоюродный брат композитора М. С. Вайнберга.

## Память
Исаю Мишне посвящено стихотворение Ады Горфинкель «Мишне Исай Абрамович» («Нет, комиссаром он не был.»). В списке погибших на мемориальном комплексе 26 бакинских коммисаров значится под номером 19.